# Albufeira
Albufeira é uma cidade portuguesa pertencente ao Distrito de Faro, sub-região (NUT III) e região (NUT II) do Algarve, com 21 302 habitantes (2021).
É sede do Município de Albufeira que tem 140,66 km² de área e 44 707 habitantes (censo de 2021), subdividido em quatro freguesias. O município é limitado a oeste e noroeste pelo município de Silves, a nordeste e leste por Loulé e a sul tem uma ampla costa no Oceano Atlântico.
Por conta de uma vida noturna (bares, discotecas, restaurantes de renome) vibrante, festas frequentes e algumas das mais belas praias de Portugal, Albufeira converteu-se num dos maiores polos turísticos do país, destacando-se por consequência como a cidade portuguesa com maior número de estrangeiros residentes, com 22,5% da população permanente tendo nascido no exterior, nomeadamente em outros países europeus.
Uma pesquisa do site Cheerfulway elegeu Albufeira como o melhor lugar para se viver em Portugal.
Albufeira detém também um recorde do Guinness: no Reveillon de 2009-2010, realizou-se, na Praia dos Pescadores, o Maior Brinde do Mundo, com 25 mil pessoas a brindar a passagem de ano.

## Etimologia
O topónimo Albufeira provém da palavra árabe البحيرة (al-Buħayra), designação do século VIII, que significa a lagoa ou pelo mar, ou, segundo outros especialistas, castelo do mar, dispondo-se altaneira e em anfiteatro sobre o mar. Do período Árabe perduram as ruelas estreitas, o velho castelo e as casas muito brancas com as suas açoteias e arcos.

## História
A área atual do município de Albufeira encontra-se ocupada pelo homem pelo menos desde o ano 2000 a.C. Os Romanos deram-lhe a designação de Baltum, e os Árabes. que ocuparam em 716, denominaram-na Albuar ou Albuhera.
O seu castelo, praticamente inexpugnável devido à sua posição estratégica, foi o último reduto árabe a cair nas mãos do rei Afonso III de Portugal, que assinalou a vitória com a prática de crueldades desnecessárias. Submetida Albufeira em 1249, logo em 1250 foi doada à ordem de Avis.
Findos os cinco séculos de presença árabe podemos falar de uma profunda alteração da realidade urbana e rural que ainda hoje constituem verdadeiro legado árabe. Foram os decisivos avanços nas técnicas agrícolas (nora, açudes, hortas, etc.) são por outro lado, as casas brancas com açoteias e as ruas tortuosas, para além de inúmeras influências linguísticas.
D. Manuel I outorgou-lhe foral novo a 20 de agosto de 1504. Albufeira ficou quase totalmente destruída pelo sismo de 1 de novembro de 1755: uma grande onda submergiu totalmente a parte baixa da vila, onde ficaram em pé 27 casas e essas prestes a ruir. Quando o mar se retirou, os sobreviventes acorreram à igreja, localizada perto da vila, um novo abalo, porém fez ruir a vasta nave que sepultou sob os seus escombros os seus 227 ocupantes. Uma nova calamidade ocorreu em Albufeira, no século XIX, devido à maldade humana, na ocasião das lutas liberais a guerrilha miguelista do Remexido cercou os militantes da guerrilha liberal refugiados nesta vila à qual foi posto impiedoso cerco que culminou com incêndio devastador e a morte, a 27 de julho de 1833, de 174 membros da população de todas as idades e condições sociais.
A partir da década de 1960, Albufeira tornou-se numa grande estância turística de renome internacional. A localidade foi elevada a cidade através de lei de 23 de agosto de 1986.

## Geografia
Temperatura do ar
Uma brisa marítima costuma refrescar a temperatura média anual do Algarve que é de 17,7ºC (12ºC em Janeiro e até cerca dos 30ºC em Agosto).
A região conta com mais de 3.000 horas de sol (mais de 300 dias) durante o ano o que a torna um destino favorito para quem aprecia um clima tão agradável.
O inverno é ameno.

## Freguesias

Freguesias de Albufeira

O município de Albufeira está dividido em 4 freguesias:
| Freguesia                 | Residentes (2011) | Residentes (2021) |
| ------------------------- | ----------------- | ----------------- |
| Albufeira e Olhos de Água | 26742             | 28641             |
| Ferreiras                 | 6406              | 7267              |
| Guia                      | 4376              | 4758              |
| Paderne                   | 3304              | 3498              |
| Total                     | 40828             | 44164             |

## Demografia
De acordo com os dados do INE o distrito de Faro registou em 2021 um acréscimo populacional na ordem dos 3.7% relativamente aos resultados do censo de 2011. No concelho de Albufeira esse acréscimo rondou os 8.2%. 
(Obs.: Número de habitantes "residentes", ou seja, que tinham a residência oficial neste município à data em que os censos se realizaram.)
| Número de habitantes por Grupo Etário ★ | Número de habitantes por Grupo Etário ★ | Número de habitantes por Grupo Etário ★ | Número de habitantes por Grupo Etário ★ | Número de habitantes por Grupo Etário ★ | Número de habitantes por Grupo Etário ★ | Número de habitantes por Grupo Etário ★ | Número de habitantes por Grupo Etário ★ | Número de habitantes por Grupo Etário ★ | Número de habitantes por Grupo Etário ★ | Número de habitantes por Grupo Etário ★ | Número de habitantes por Grupo Etário ★ | Número de habitantes por Grupo Etário ★ | Número de habitantes por Grupo Etário ★ |
| --------------------------------------- | --------------------------------------- | --------------------------------------- | --------------------------------------- | --------------------------------------- | --------------------------------------- | --------------------------------------- | --------------------------------------- | --------------------------------------- | --------------------------------------- | --------------------------------------- | --------------------------------------- | --------------------------------------- | --------------------------------------- |
|                                         | 1900                                    | 1911                                    | 1920                                    | 1930                                    | 1940                                    | 1950                                    | 1960                                    | 1970                                    | 1981                                    | 1991                                    | 2001                                    | 2011                                    | 2021                                    |
| 0-14 Anos                               | 3 927                                   | 4 888                                   | 4 830                                   | 4 811                                   | 4 215                                   | 4 066                                   | 3 394                                   | 2 405                                   | 3 520                                   | 4 093                                   | 5 266                                   | 6 500                                   | 6 101                                   |
| 15-24 Anos                              | 2 083                                   | 2 333                                   | 2 600                                   | 3 069                                   | 2 599                                   | 2 637                                   | 2 275                                   | 2 050                                   | 2 447                                   | 3 060                                   | 4 306                                   | 4 580                                   | 4 639                                   |
| 25-64 Anos                              | 4 434                                   | 4 950                                   | 5 326                                   | 6 114                                   | 6 606                                   | 7 430                                   | 7 449                                   | 6 500                                   | 8 656                                   | 10 882                                  | 17 907                                  | 24 241                                  | 25 407                                  |
| = ou > 65 Anos                          | 517                                     | 685                                     | 825                                     | 878                                     | 1 079                                   | 1 344                                   | 1 618                                   | 1 830                                   | 2 595                                   | 2 914                                   | 4 064                                   | 5 507                                   | 8 017                                   |

★ De 1900 a 1950 os dados referem-se à população "de facto", ou seja, que estava presente no município à data em que os censos se realizaram. Daí que se registem algumas diferenças relativamente à designada população residente.

## Economia

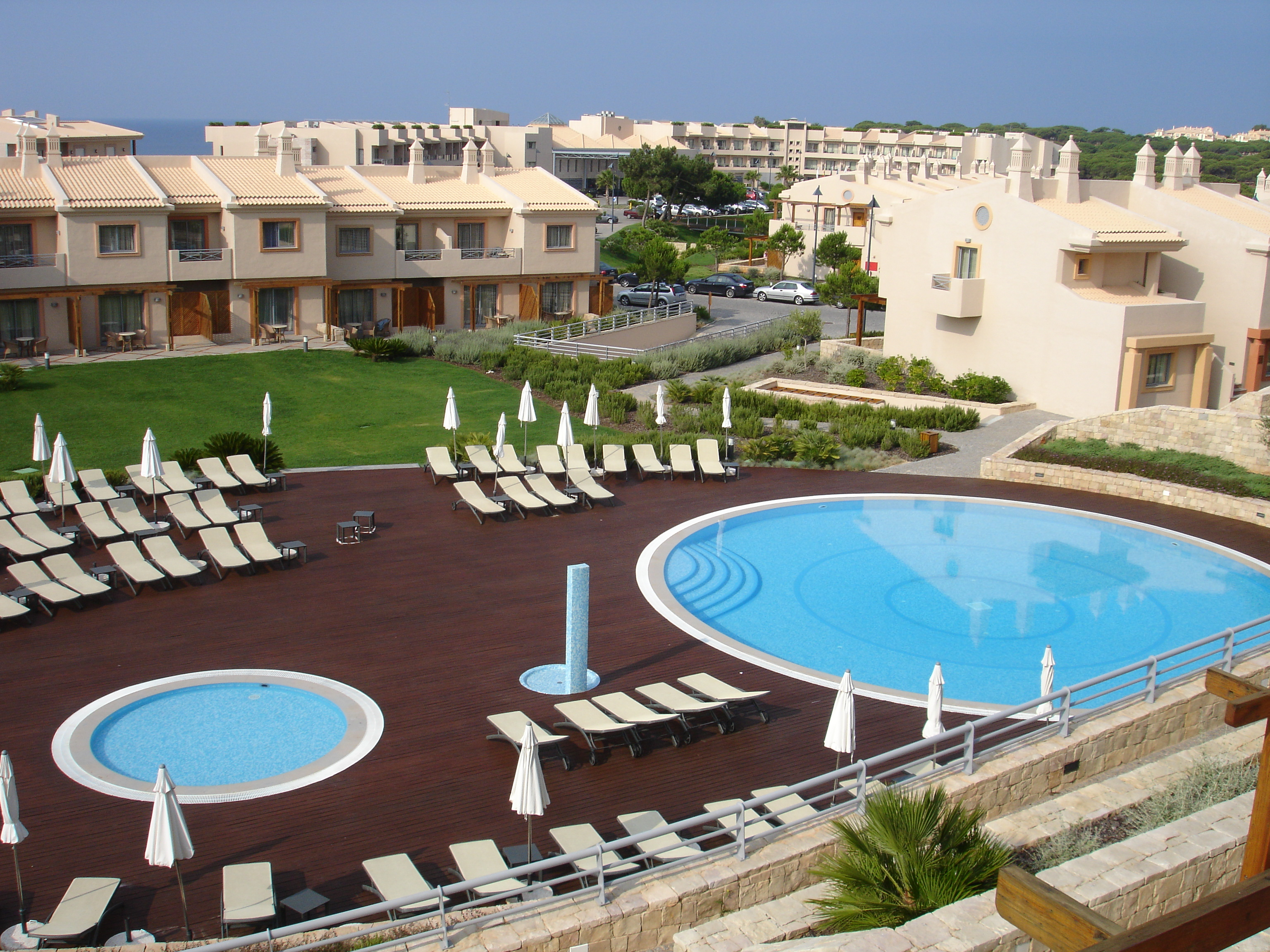
A indústria hoteleira de luxo em Albufeira, Algarve.

A partir de meados do século XIX verificou-se um desenvolvimento da economia graças à actividade piscatória. [carece de fontes?]
Nas primeiras décadas do século XX registou-se um aumento acentuado da exportação de peixe e de frutos secos. A vila tinha, então, cinco fábricas que empregavam 700 a 800 pessoas, sobretudo mulheres de pescadores. Porém, da década de 1930 à década de 1950, registaram-se tempos de decadência, as armações de pesca arruinaram-se, as fábricas fecharam, as embarcações desapareceram e muitas casas foram abandonadas. A população ficou reduzida à metade e a pesca tornou-se novamente numa actividade de subsistência. [carece de fontes?]
No início da década de 1960, assistiu-se ao despertar de Albufeira para o fenómeno turístico, quando foi procurada por turistas internacionais, mas foi sobretudo com os ingleses que prosperou. Desde então, desenvolveu-se bastante a indústria hoteleira na cidade.
Na década de 1980, verificou-se um enorme surto urbanístico, tendo a cidade crescido para nascente, local para onde se transferiu a maior parte dos serviços administrativos, incluindo a Câmara Municipal.
Albufeira ocupa actualmente a primeira posição no ranking nacional dos municípios com maior captação de impostos por habitante (1021,40€), ultrapassando os valores de grandes áreas como Lisboa e Porto. [carece de fontes?]
Da povoação de longa tradição piscatória com uma próspera indústria de exportação de peixe, resta o porto de abrigo, junto à marina de Albufeira, com os seus coloridos barcos de pesca artesanal, os quais partilham o espaço com as embarcações que se dedicam aos passeios marítimos pela costa e à visita das fabulosas grutas marinhas.
Atualmente, Albufeira e o seu município assumem-se como um dos principais centros turísticos do país, oferecendo quase 30km de costa e mais de duas dezenas de praias muito diversificadas entre si, tanto no que toca ao enquadramento natural, como em termos de ocupação e oferta turística. Embora os equipamentos turísticos, bem como a animação noturna, sejam dos mais afamados do Algarve, convivem ainda par a par com uma outra realidade:a das aldeias tranquilas, onde subsistem artes manuais como a azulejaria, o cobre talhado ou a tapeçaria de esparto, envolvidas por pomares de sequeiro com amendoeiras em flor.

## Património

### Património no município

#### Património civil
- Azenha de Paderne
- Estádio João Campos[12]
- Fonte de Paderne
- Moradia em Mem Moniz - Casa de Paderne[13]
- Museu do Barrocal
- Ponte medieval de Paderne
- Parque Zoomarine
- Torre do Relógio: Considerada um dos ex-libris da cidade, este é certamente, um local a visitar. Localizada na Rua Bernardino Sousa, esta antiga torre muçulmana encontra-se integrada no edifício da antiga cadeia comarcã. Já no século XIX foi-lhe implantada uma original coroa em ferro onde se encontra o sino das horas. Do cimo desta torre, poderá desfrutar de uma vista privilegiada sobre a cidade.[14]

#### Património militar
- Bateria de Albufeira
- Castelo de Albufeira
- Castelo de Paderne
- Torre da Medronheira
- Torre Velha[15]

#### Património natural
- Olheiros de Água Doce

#### Património religioso

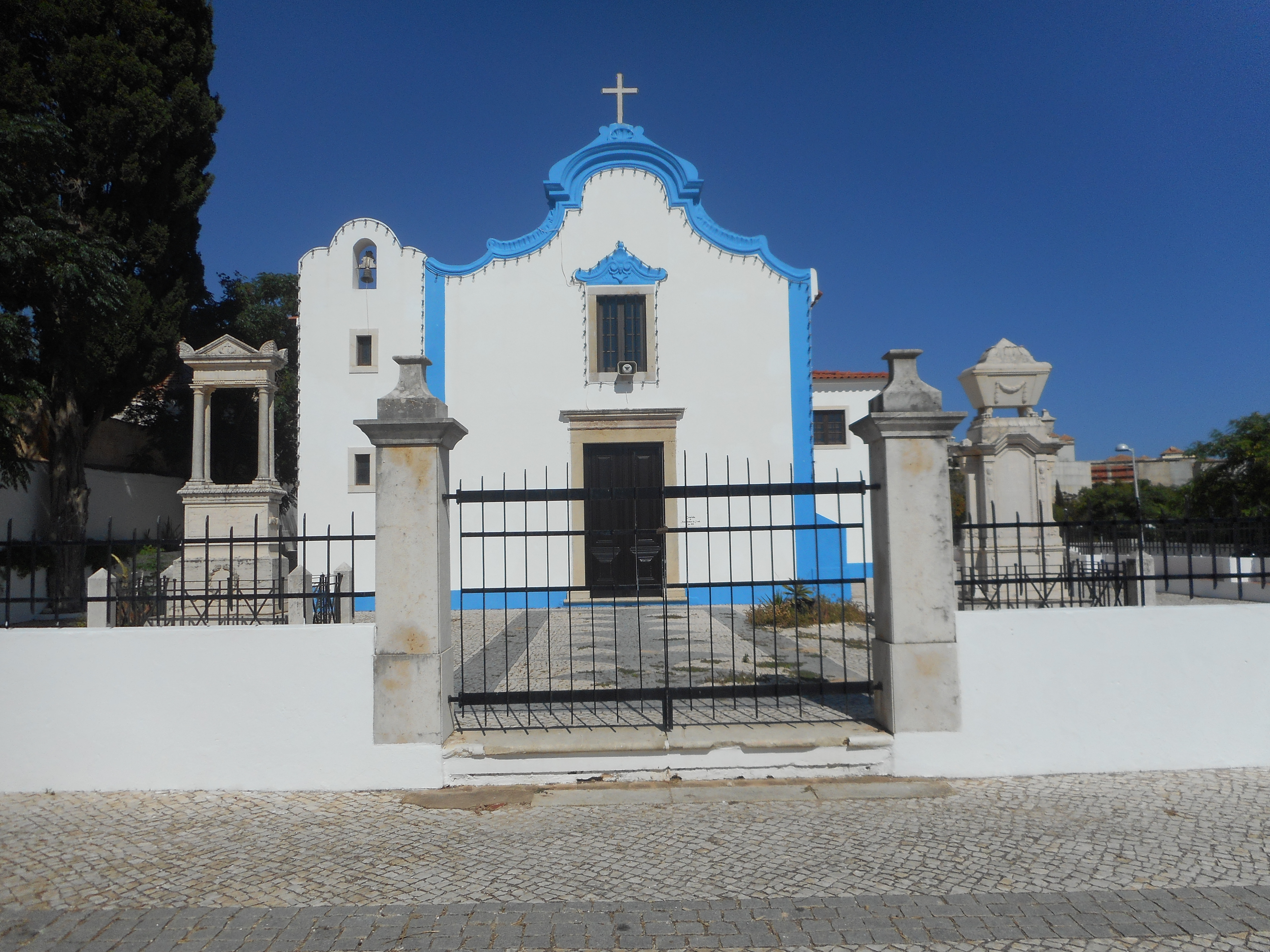
A Ermida-Santuario de Nossa Senhora da Orada em Albufeira

- Ermida e Convento de Nossa Senhora da Orada: santuário mariano de grande devoção popular e com festividades anuais que recebem peregrinos oriundos de todo o Algarve.
- Igreja Matriz: Situada na Rua da Igreja Nova, a Matriz de Albufeira foi construída no Século XVIII (1782), tendo substituído a antiga matriz (originalmente mesquita árabe) que ruiu com o terramoto de 1755. Esta Igreja, de uma só nave, é do estilo Neoclássico e apresenta 4 capelas laterais, a capela baptismal, o coro, dois púlpitos e duas salas laterais. No altar-mor, é de realçar o belíssimo retábulo do pintor albufeirense Samora Barros (século XX), que serve de pano de fundo à imagem da padroeira de Albufeira, N.ª Sr.ª da Conceição. No cimo do arco da porta principal, podemos encontrar a cruz de Aviz, representativa da ordem Religiosa e Militar a que Albufeira pertenceu.Situada na Rua da Igreja Nova, a Matriz de Albufeira foi construída no Século XVIII (1782), tendo substituído a antiga matriz (originalmente mesquita árabe) que ruiu com o terramoto de 1755.[16]

- Capela da Misericórdia : Em plena Rua Henrique Calado, encontramos esta antiga mesquita árabe, utilizada depois como capela dos Alcaides do Castelo. Restaurada em 1499, adoptou entretanto o nome de Capela da Misericórdia. Foi parcialmente destruída pelo terramoto de 1755, tendo sido posteriormente recuperada. Conserva até hoje o portal gótico, o arco triunfal e abside. No interior, recomendamos uma visita ao retábulo de talha, representativo da imagem de N.ª Sr.ª da Visitação e do Senhor Morto, bem como, ao túmulo de Rui Dias, suposto Alcaide do castelo.[16]

- Igreja de S. Sebastião: Na Praça Miguel Bombarda, encontramos esta igreja, construída em meados do século XVIII. Apresentando traços arquitectónicos de raiz popular, podemos destacar no seu exterior a belíssima cúpula e 2 portais: o lateral debruado por cantarias de estilo manuelino e o principal, talhado em estilo barroco. Na sua nave única, encontramos um retábulo de madeira proveniente da segunda metade do século XVIII, seis imagens de santos em madeira e uma imagem em pedra.[17]

- Igreja de Sant'Ana: No largo Jacinto d’Ayet, encontramos um belo exemplar da arquitectura religiosa do século XVIII, a Igreja de Sant’Ana. Na capela-mor, encontramos um retábulo em madeira, da autoria dos mestres João Baptista e Francisco Xavier Guedelha. Dignas de atenção são ainda uma imagem de Cristo crucificado e um retábulo representativo de N.ª Sr.ª das Dores.[17]
- Edifício da Misericórdia de Albufeira[18]
- Ermida de Nossa Senhora da Guia (Albufeira)[19]
- Igreja Paroquial da Guia/Igreja de Nossa Senhora da Visitação[20]
- Ermida de Nossa Senhora da Assunção[21]
- Ermida de Nossa Senhora do Pé da Cruz
- Igreja Matriz de Paderne
- Ermida de Nossa Senhora do Pé da Cruz[22]
- Igreja Paroquial de S. José de Ferreiras[23]

Miradouros
Dentro da cidade os melhores miradouros são os mirantes do Rossio e o Bem Parece. Existem muitas grutas e túneis a explorar, como por exemplo: a Cerro do Malpique, o Lajem do Cónego, a Cova do Xorino, entre outros locais. [carece de fontes?]
Em Olhos de Água pode encontrar, entre outros, o Miradouro do parque, o Miradouro do Farol e o Miradouro da falésia.

## Cultura

### Museus

#### Museu Municipal de Arqueologia de Albufeira
O Museu Municipal de Arqueologia abriu ao público no dia 20 de Agosto de 1999.
Localiza-se no núcleo antigo da cidade de Albufeira, no local anteriormente designado por Praça de Armas, actual Praça da República.
O edifício onde se encontra instalado, constituído por dois pisos, numa zona de grande afluência turística, funcionou como Câmara Municipal até finais da década de oitenta do século XX, tendo sido recuperado e reabilitado para albergar as funções de museu, integrando o património arqueológico existente.
As funções sociais do Museu consistem na conservação, preservação, reconstituição e divulgação do espólio arqueológico do município, para fins de estudo, educação e de lazer.
O discurso museográfico organiza-se de forma diacrónica, apresentando a evolução histórica do município desde o período Pré-Histórico até ao século XVII.
O museu dispõe de uma área de exposição permanente e no piso superior, de um espaço vocacionado para a realização de exposições temporárias.
Integra a Rede Portuguesa de Museus desde 2003, usufruindo das vantagens inerentes da sua integração, tais como incentivos de apoio nas diferentes áreas de acção do Museu, nomeadamente apoio técnico, rentabilização dos recursos logísticos, técnicos e financeiros.
Situado na Zona Antiga da cidade, na Praça da República, o Museu de Arqueologia é composto por quatro núcleos históricos relativos aos seguintes períodos: pré-história, romano, visigótico-islâmico e idade moderna. Refira-se que o Museu ocupa o espaço dos antigos Paços do Concelho e que, para além da exposição arqueológica permanente, oferece aos seus visitantes uma sala de exposições temporárias e um serviço de visitas guiadas ao Centro Antigo da cidade.

#### Museu de Arte Sacra (Igreja de São Sebastião)
Templo construído em meados do século XVIII, a Igreja de São Sebastião vale pela beleza do edifício em si, mas também por um interessante núcleo museológico de arte sacra, que pode ser visitado durante todo o ano.

### Folclore
Tal como existe um pouco em Portugal, Albufeira apresenta as suas danças tradicionais com as atuações de variados ranchos folclóricos existentes no município.
O corridinho alma algarvia é a dança tradicional algarvia que nunca irá faltar.

### Galerias

#### Galeria de Arte Pintor Samora Barros
A Galeria que recebe o nome de um dos cidadãos mais ilustres de Albufeira, situa-se na Antiga Central Eléctrica, datando este edifício do princípio do século passado. Em 1988, foi sujeito a obras de reabilitação e transformado em Galeria de Arte. Possui dois pisos e vãos exteriores em arco, o que possibilita a iluminação natural de todo o edifício. Da sua fachada, ressaltam os azulejos e motivos exteriores, da autoria do pintor albufeirense, Samora Barros. José Ricardo Júdice Samora Barros nasceu a 3 de abril de 1887 e frequentou o curso de Pintura da Escola de Belas Artes, em Lisboa, onde recebeu vários prémios honoríficos. Adepto das ideias liberais, não só ficou ligado à história de Albufeira pela vertente artística, mas também por se ter dedicado de alma e coração à valorização e defesa da sua terra natal, participando activamente na vida social e política da cidade.

#### Galeria Municipal
Inaugurada em 1997, a Galeria Municipal localiza-se na Rua do Município e está integrada no edifício da Câmara Municipal. Possui uma arquitectura contemporânea de estilo singular, caracterizando-se pelos seus dois pisos em galeria. Por aqui passam diversas exposições maioritariamente dedicadas a artistas locais. Trata-se de um espaço de cultura onde as artes locais podem ser contempladas durante todo o ano.

### Lugares de Interesse Turístico

#### Centro Antigo
Tal como o próprio nome indica, esta é a zona mais antiga da cidade, é aqui que encontramos algumas das casas e prédios mais antigos que tendem a ter as fachadas mais tradicionais.
O centro antigo de Albufeira tem uma grande escolha na restauração, desde restaurantes típicos portugueses, a restaurantes ingleses e irlandeses, snack bars e bons restaurantes de comida asiática. Muitos dos restaurantes servem cozinha tradicional portuguesa, com uma grande variedade de peixe e marisco, apanhados perto da praia dos Pescadores. Perto da Praia dos Pescadores pode encontrar magnificas esplanadas estrategicamente colocadas para poder desfrutar de cada hora de sol.
Também poderá encontrar bares que servem, entre outros, cocktails coloridos, nesta zona nobre de Albufeira a vida noturna na época turística (março-outubro) é verdadeiramente fervilhante.
Nas suas férias em Albufeira pode comprar artesanato local, desde joalharia, bijutaria, roupas, pinturas e olaria a preços muito baixos.

#### Oura
Localizada a dois quilómetros de Albufeira, está a área conhecida como Rua da Oura (The Strip) – Av. Sá Carneiro.
É muito movimentada na época alta, e encontram-se aqui uma grande variedade de lojas, restaurantes e bares.
A vida nocturna é muito animada, onde os bares estão abertos ao longo de toda a noite com muita música. Este "Strip" não é uma zona exclusivamente de peões.

#### Olhos de Água
Olhos de Água é uma povoação de origens piscatórias, 5km a nascente de Albufeira, sede de município. Área mais prestigiada de Albufeira. Em Olhos de Água pode visitar a famosa Praia da Falésia (segunda melhor praia de Portugal), a Praia dos Olhos de Água, a histórica Torre da Medronheira, os belíssimos Olheiros de Água Doce, o mercado com peixe fresco, pode saborear pratos de peixe e marisco nos restaurantes típicos e fazer compras nas muitas lojas também com artesanato local.
É em Olhos de Água que estão localizados os melhores hotéis de 4* e 5* do município. A Praia de Olhos de Água é a única Praia no município de Albufeira em que ainda é possível ver os barcos de pesca a subir na rampa dos barcos e as barracas dos pescadores. Hoje em dia, ainda é possível (aproximadamente às 22h30) ter a experiência de poder ver chegar à Praia dos Olhos de Água um barco com peixe fresco ainda a saltar nas redes e comprar diretamente ao pescador.
Existem várias festas e eventos no largo dos pescadores, principalmente na época balnear.Lugares de Interesse Turístico

### Artesanato
Na área do município de Albufeira há trabalhos de carepa de milho e fabrico de capachos.

## Praias

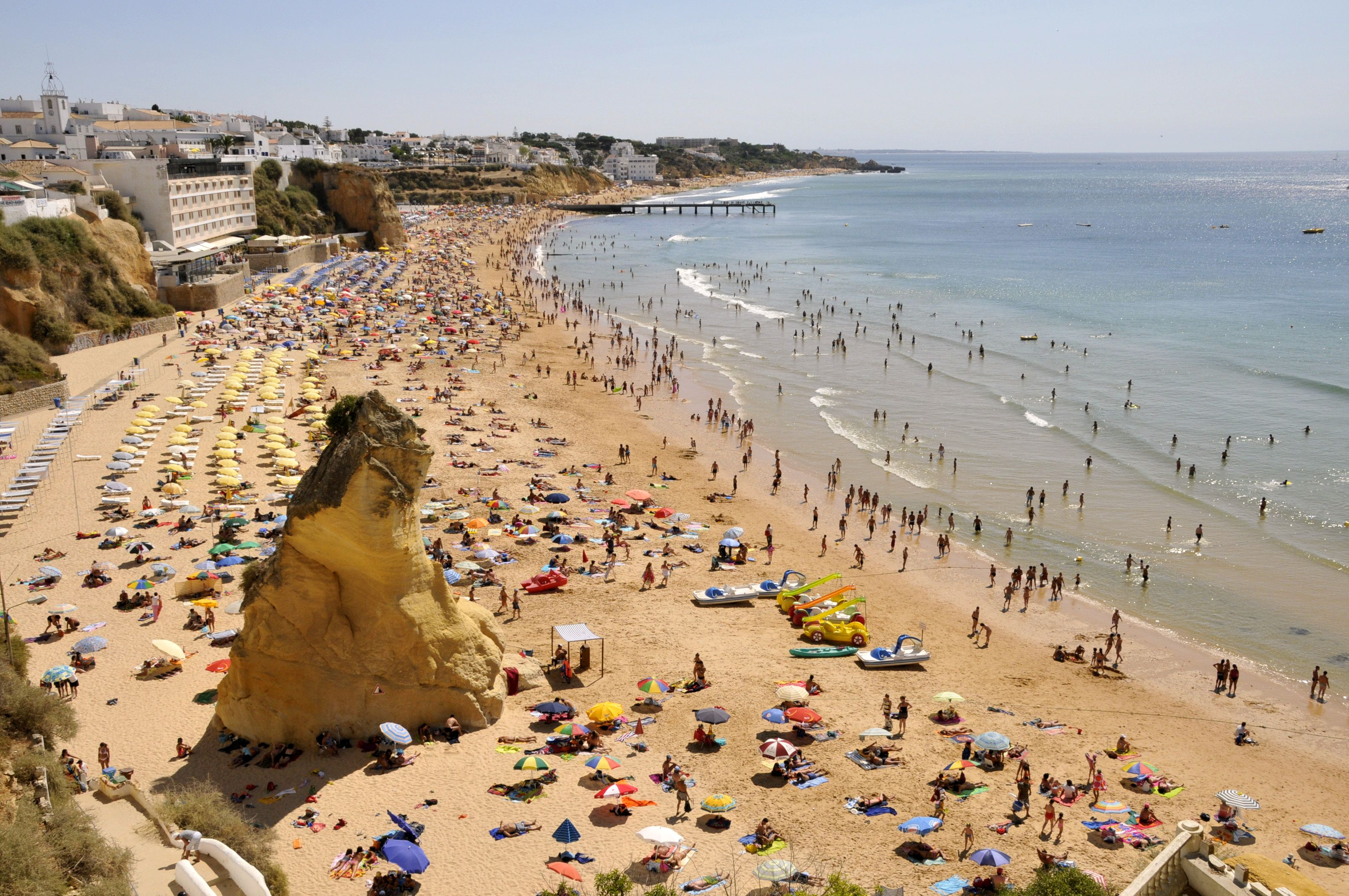
A praia em Albufeira

Albufeira tem cerca 30 km de costa. Na época balnear de 2015, Albufeira volta a ser recordista das Bandeiras Azuis da Europa, conquistando este ano 25 galardões, tendo sido o município português com mais distinções.

### Praias comBandeira azul
- Praia dos Salgados
- Praia da Galé - Oeste
- Praia da Galé - Leste
- Praia Manuel Lourenço

- Praia do Evaristo

- Praia do Castelo
- Praia da Coelha
- Praia de São Rafael
- Praia dos Arrifes
- Praia dos Pescadores

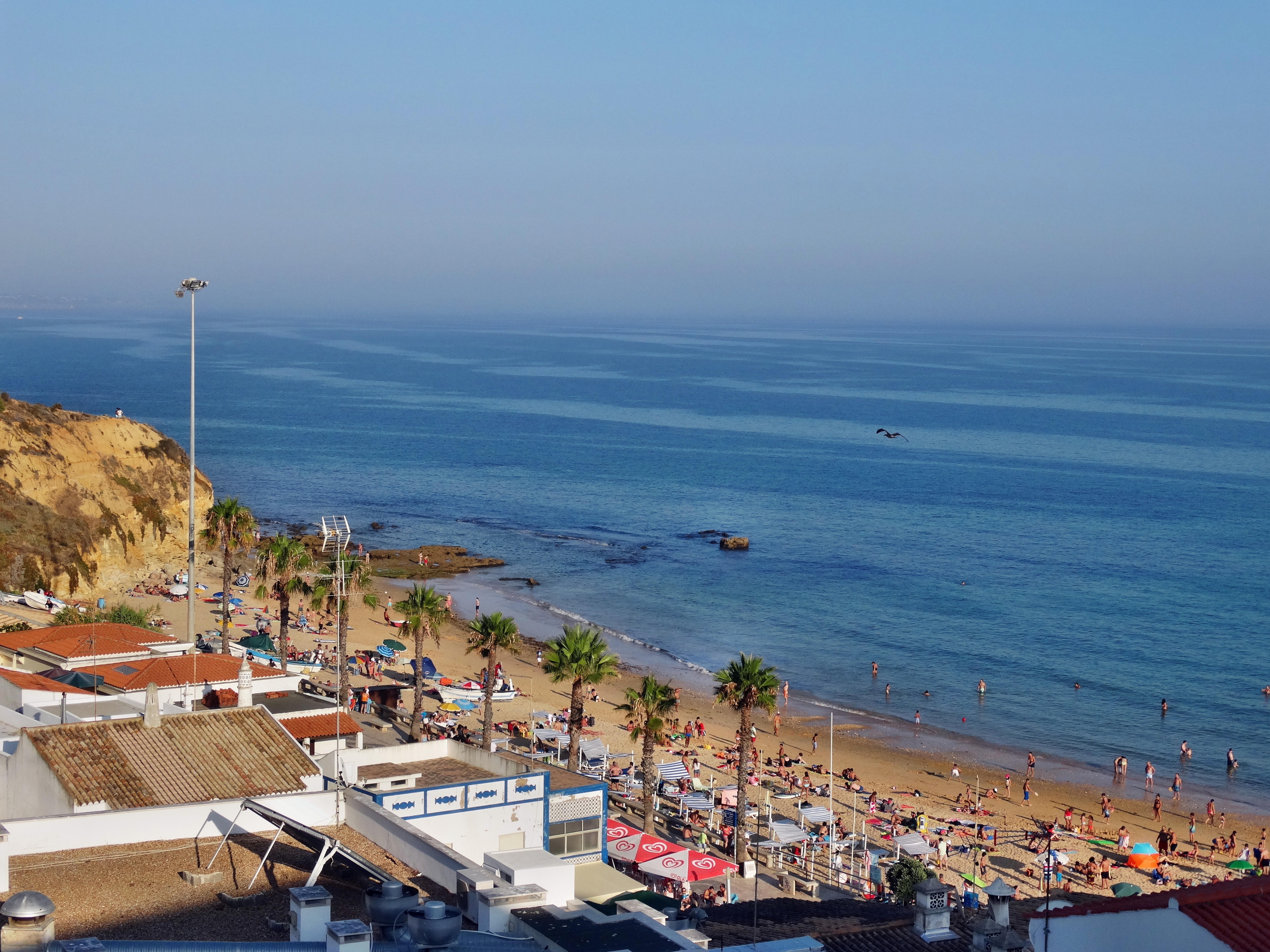
Olhos d'água

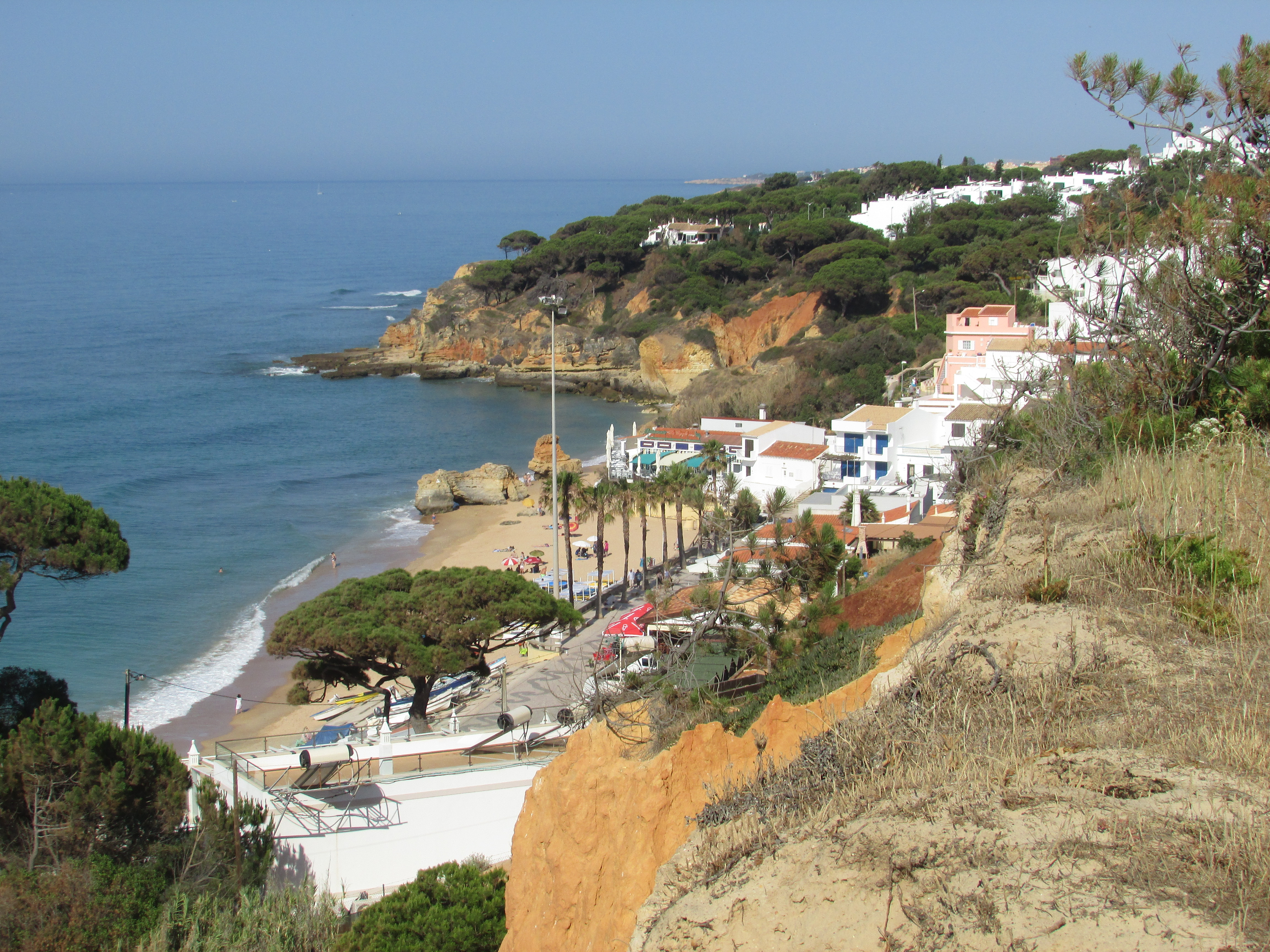
Praia dos Olhos de Água

- Praia do Forte de São João ou "Alemães"
- Praia do Inatel
- Praia de Santa Eulália
- Praia dos Aveiros
- Praia da Oura
- Praia da Oura-Leste
- Praia Maria Luísa

- Praia dos Olhos De Água

- Praia do Barranco das Belharucas
- Praia da Falésia - Açoteias ou Praia da Falésia
- Praia da Falésia - Alfamar
- Praia da Rocha Baixinha Nascente
- Praia da Rocha Baixinha Poente ou dos "Tomates"

### Bandeira Dourada ou Qualidade de Ouro
- Praia dos Salgados
- Praia da Galé - Oeste
- Praia da Galé - Leste
- Praia Manuel Lourenço
- Praia do Evaristo
- Praia do Castelo
- Praia da Coelha
- Praia de São Rafael
- Praia dos Arrifes
- Praia do Peneco
- Praia dos Pescadores
- Praia de Santa Eulália
- Praia dos Aveiros
- Praia da Oura
- Praia da Oura-Leste
- Praia Maria Luísa
- Praia do Barranco das Belharucas
- Praia da Falésia - Alfamar
- Praia da Rocha Baixinha Nascente
- Praia da Rocha Baixinha Poente ou dos "Tomates"[35]

### Outras praias
- Praia da Balaia
- Praia do Peneco

## Feiras, Festas e Romarias, Eventos, Desporto
Agenda municipal
- Janeiro
  - Paderne Medieval
- Fevereiro
  - Festa das Cenouras ou de Pau Roxo - 4 de fevereiro
  - Cross Internacional das Amendoeiras em Flor - Pista de Cross das Açoteias,[37][38]
- Junho
  - Festas em honra de São Pedro - 29 de junho
  - Marchas Populares em Albufeira e em Olhos de Água
  - Mostra Tradicional das Artes do Barrocal em Paderne
- Julho
  - Festival Al’buhera e Feira de Artesanato, em Albufeira
  - Festa do Polvo em Olhos de Água
- Agosto
  - Festa do Frango na Guia - 1.º fim de semana
  - Festa da Sardinha, em Olhos de Água - 2.º fim de semana
  - Festas em honra de Nossa Senhora da Orada - 14 e 15 de agosto
  - Comemorações do Dia do Município, em Albufeira - 20 de agosto
  - Festival de Rancho Folclórico, em Olhos de Água
- Setembro
  - Festas em honra do Beato Vicente de Albufeira - 3 de setembro
  - Festas do Pescador, em Albufeira - 1.º Fim de semana
- Outubro
  - Festas em Honra de São Vicente de Albufeira - Dia 3
  - Mostra dos frutos secos em Paderne
- Novembro
  - Feira franca - 29 de novembro
  - Festas do Magusto na Guia e em Paderne.
- Dezembro
  - Festa de Fim de Ano, em Albufeira - Dia 31
  - Paderne Medieval

Clubes e Associações
Entre os clubes desportivos da cidade, destacam-se o Imortal Desportivo Clube, o Imortal Basket Club e o FC Ferreiras. Os Imortal DC e o FC Ferreiras já participaram nos campeonatos nacionais de Futebol, sendo que o Imortal Desportivo Clube participou nos campeonatos profissionais na primeira década de 2000. No Basquetebol, o Imortal BC conquistou por duas vezes o Campeonato Nacional de Basquetebol (Actual CNB1) e compete atualmente na principal Liga.

## Política
== Eleições autárquicas {| class="wikitable" |+ ! rowspan="3" |Data !% !V !% !V !% !V !% !V !% !V !% !V !% !V !% !V !% !V !% !V !% !V !% !V !% !V ! rowspan="3" |Participação |- ! colspan="2" |PS ! colspan="2" |PPD/PSD ! colspan="2" |FEPU/APU/CDU ! colspan="2" |AD ! colspan="2" |CDS-PP ! colspan="2" |PPM ! colspan="2" |PRD ! colspan="2" |BE ! colspan="2" |IND ! colspan="2" |MPT ! colspan="2" |PAN ! colspan="2" |PSD/CDS ! colspan="2" |CH |- ! colspan="2" style="background:#FF66FF;" | ! colspan="2" style="background:#F68A21;" | ! colspan="2" style="background:#FF0000;" | ! colspan="2" style="background:#D66616;" | ! colspan="2" style="background:#0091DC;" | ! colspan="2" style="background:#014A94;" | ! colspan="2" style="background:#216B31;" | ! colspan="2" style="background:#D21F1B;" | ! colspan="2" style="background:#DDDDDD;" | ! colspan="2" style="background:#008D45;" | ! colspan="2" style="background:#036A84;" | ! colspan="2" style="background:#D66620;" | ! colspan="2" style="background:#333399;" | |- |1976 | bgcolor="#ff66ff" |39,70 |3 |39,52 |3 |17,37 |1 ! colspan="2" | ! colspan="2" | ! colspan="2" | ! colspan="2" rowspan="3" | ! colspan="2" rowspan="9" | ! colspan="2" rowspan="10" | ! colspan="2" rowspan="10" | ! colspan="2" rowspan="11" | ! colspan="2" rowspan="12" | ! colspan="2" rowspan="12" | |
 |- |1979 |29,27 |2 ! colspan="2" |AD |19,21 |1 | bgcolor="#2a52be" |48,44 |4 ! colspan="2" |AD ! colspan="2" |AD |
 |- |1982 | bgcolor="#ff66ff" |41,21 |3 |37,71 |3 |11,99 |1 ! colspan="2" rowspan="12" | |5,42 | - ! colspan="2" rowspan="8" | |
 |- |1985 | bgcolor="#ff66ff" |41,19 |4 |37,72 |3 |9,95 | - ! colspan="2" | |8,75 | - |
 |- |1989 | bgcolor="#ff66ff" |50,66 |4 |26,10 |2 |6,19 | - |13,70 |1 ! colspan="2" rowspan="10" | |
 |- |1993 | bgcolor="#ff66ff" |46,53 |4 |39,36 |3 |6,84 | - |4,19 | - |
 |- |1997 | bgcolor="#ff66ff" |37,65 |3 |24,28 |2 |7,77 | - |26,57 |2 |
 |- |2001 |36,29 |3 | bgcolor="#f68a21" |48,02 |4 |5,50 | - |5,50 | - |
 |- |2005 |26,33 |2 | bgcolor="#f68a21" |62,48 |5 |4,80 | - |1,94 | - |
 |- |2009 |21,19 |1 | bgcolor="#f68a21" |67,02 |6 |3,16 | - |3,06 | - |2,98 | - |
 |- |2013 |31,76 |3 | bgcolor="#f68a21" |35,94 |3 |9,76 | - |2,57 | - ! colspan="2" rowspan="2" |CDS-PP ! colspan="2" | |11,37 |1 ! colspan="2" rowspan="2" |CDS-PP |
 |- |2017 |34,51 |3 | bgcolor="#f68a21" |42,55 |4 |4,73 | - |2,65 | - |5,41 | - ! colspan="2" | |3,75 | - |
 |- | rowspan="2" |2021 | rowspan="2" |25,66 | rowspan="2" |2 ! colspan="2" rowspan="2" |CDS-PP | rowspan="2" |2,90 | rowspan="2" | - ! colspan="2" rowspan="2" |PPD/PSD ! colspan="2" rowspan="2" |PSD/CDS | rowspan="2" |2,10 | rowspan="2" | - |15,99 |1 ! colspan="2" rowspan="2" |PSD/CDS | rowspan="2" |1,90 | rowspan="2" | - | rowspan="2" bgcolor="#00549f" |32,04 | rowspan="2" |3 | rowspan="2" |5,77 | rowspan="2" | - | rowspan="2" |
 |- |10,45 |1 | |} === Eleições legislativas === {| class="wikitable" ! rowspan="2" |Data ! colspan="16" |% |- !PS !PSD !PCP !CDS !UDP !AD !APU/
CDU !FRS !PRD !PSN !BE !PAN !PSD CDS !L !CH !IL |- |1976 | bgcolor="#ff66ff" |43,72 |24,75 |10,39 |8,50 |1,33 ! ! ! rowspan="2" | ! rowspan="4" | ! rowspan="6" | ! rowspan="8" | ! rowspan="12" | ! rowspan="13" | ! rowspan="13" | ! rowspan="14" | ! rowspan="14" | |- |1979 |34,63 ! rowspan="2" |AD ! rowspan="4" |APU ! rowspan="2" |AD |1,97 | bgcolor="#2a52be" |40,63 |14,75 |- |1980 !FRS |1,18 | bgcolor="#2a52be" |44,27 |11,65 |34,09 |- |1983 | bgcolor="#ff66ff" |43,95 |29,62 |7,77 |0,62 ! rowspan="13" | |11,81 ! rowspan="14" | |- |1985 |22,52 | bgcolor="#f68a21" |36,49 |5,83 |0,91 |8,93 |19,29 |- |1987 |23,81 | bgcolor="#f68a21" |53,54 ! rowspan="12" |CDU |3,83 |0,72 |6,61 |4,91 |- |1991 |29,22 | bgcolor="#f68a21" |55,82 |3,58 ! |4,94 |0,93 |1,87 |- |1995 | bgcolor="#ff66ff" |48,25 |32,84 |8,90 |0,39 |5,26 ! rowspan="10" | |0,42 |- |1999 | bgcolor="#ff66ff" |46,12 |33,25 |7,99 ! rowspan="9" | |6,43 ! rowspan="9" | |1,89 |- |2002 |35,13 | bgcolor="#f68a21" |44,76 |9,15 |4,51 |2,47 |- |2005 | bgcolor="#ff66ff" |45,20 |28,92 |6,23 |5,91 |7,34 |- |2009 | bgcolor="#ff66ff" |29,74 |29,06 |11,31 |6,70 |14,99 |- |2011 |19,88 | bgcolor="#f68a21" |40,77 |13,42 |7,03 |7,83 |1,91 |- |2015 |29,58 !CDS !PSD |7,19 |13,88 |2,79 | bgcolor="#00549f" |35,24 |0,78 |- |2019 | bgcolor="#ff66ff" |33,63 |25,40 |4,46 |5,69 |11,16 |5,50 ! rowspan="3" | |1,04 |2,79 |1,04 |- |2022 | bgcolor="#ff66ff" |35,10 |26,66 |1,25 |3,77 |5,17 |2,47 |0,92 |15,21 |5,37 |- |2024 |20,76 !AD !AD |23,85 |2,33 |4,80 |2,35 |2,32 | bgcolor="#333399" |32,61 |4,89 |}Personalidades destacadas ==

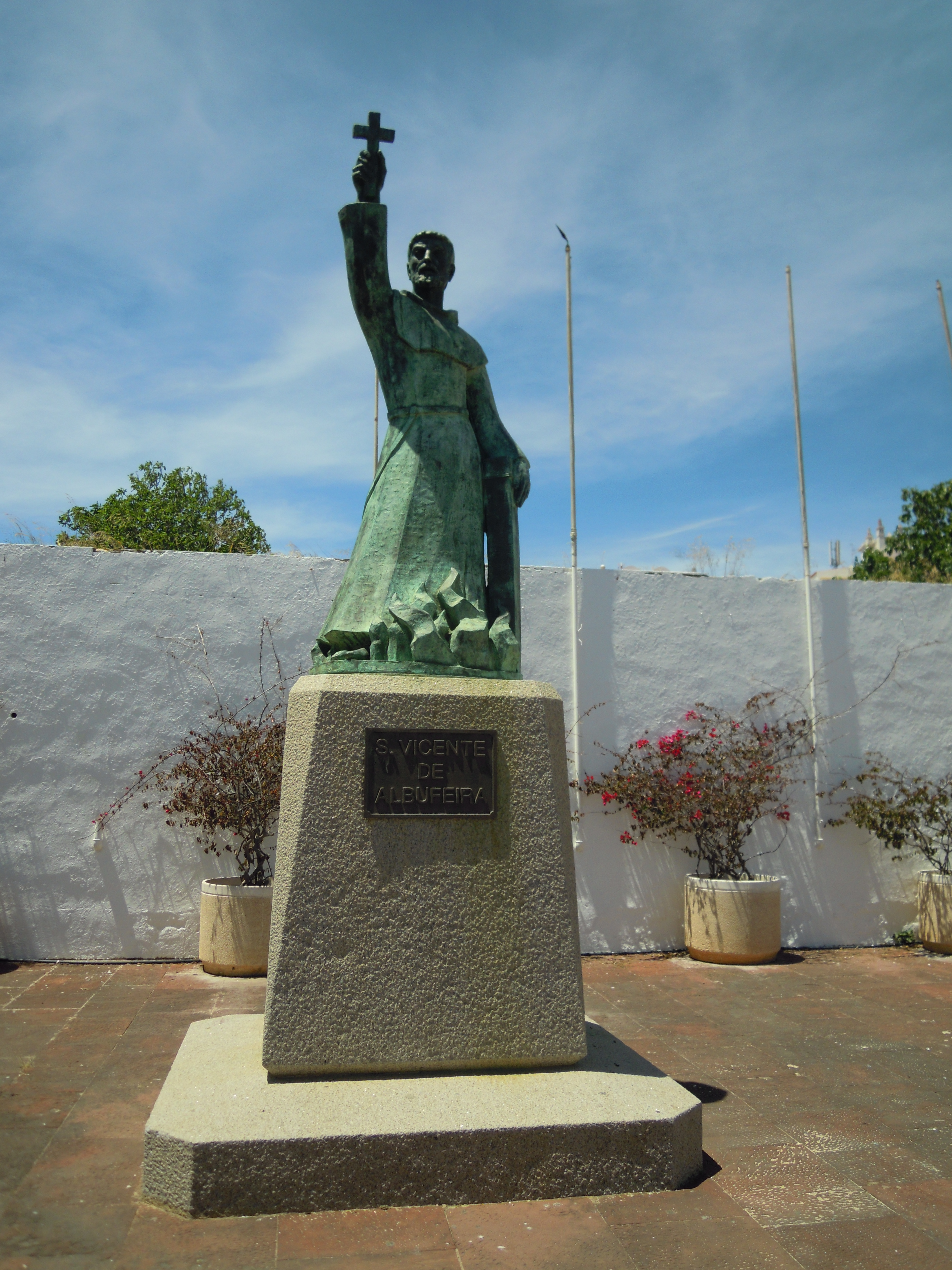
Estátua do famoso mártir cristão São Vicente de Albufeira.

- São Vicente de Albufeira (o Frei Vicente de Santo António) que se fez eremita da Ordem de Santo Agostinho e missionário no Japão, tendo sido martirizado no ano de 1632 em Nagasaki. Foi beatificado na Igreja Católica pelo Papa Pio IX.
- Barão de Albufeira
- Samora Barros (Albufeira, 3 de abril de 1887 – Albufeira, 1972, chamado José Ricardo Júdice de Samora Barros), filho da ilustre família algarvia Júdice Samora, foi um pintor do Naturalismo. Pintou paisagens da região, marinhas e entre os seus trabalhos contam-se dezenas de retratos.[1] Tem colaboração em publicações periódicas, de que é exemplo a II série da revista Alma nova.

- João Barreto Bailote (1913–1986), pintor autodidacta, só aos 35 anos começou a pintar a óleo. A notoriedade do pintor está ligada ao desenvolvimento turístico de Albufeira. Foi o primeiro turista britânico que veio a Albufeira, Mr. Taylor [vago], que serviu de mecenas ao pintor. Em 1948, João Bailote visitou a Inglaterra, mas só no ano seguinte, graças ao convívio com um pintor sueco, Hullander, Bailote pôde dispor dos instrumentos necessários à experiência pictórica. Em 1950 foi, por sua vez, à Suécia, onde trabalhou com Hullander. João Bailote é fundamentalmente um expressionista moderno, criador de uma pintura de solidão, através da miragem de uma vila desértica. Os seus triunfos de pintor principiaram praticamente em 1952, quando expôs em Estocolmo. Tem hoje óleos seus espalhados pela Suécia, Inglaterra, pela Alemanha e pelos EUA; a sua neta Maria Paulo Bailote foi sua aluna, também é pintora e artista plástica e nos últimos anos optou por residir em Albufeira.

- Sisley Dias é um ator e modelo, que viveu muitos anos em Albufeira. Sisley começou como ator na série Morangos com Açúcar onde protagonizou o papel de Nuno. Depois dos Morangos participou também na novela Flor do Mar, onde protagonizou o papel de Rui Nicolau, na telenovela Sentimentos, protagonizando o papel de Sebastião Coutinho, na novela Laços de Sangue protagonizando o papel de Tiago Nogueira, entre outras.

- João Mota é um modelo e desportista, participante no programa de televisão Secret Story - Casa dos Segredos (2ª edição) e na série Morangos com Açúcar.
- Diogo Sousa jogador de futebol com formação no FC Ferreiras e Imortal DC.

- Filipa Sousa representou Portugal no Festival Eurovisão da Canção 2012, realizado em Baku, Azerbaijão, com o tema “Vida Minha”.

- Firmino João Martins (1925–2021) — Ferroviário e sindicalista, prisioneiro político do Estado Novo
- Tomás Barroso - Ex-jogador profissional de basquetebol.

## Geminações
Albufeira possui acordos de geminação com:
- Sal, Ilha do Sal, Cabo Verde
- Fife, Escócia
- Linz, Áustria

## Galeria

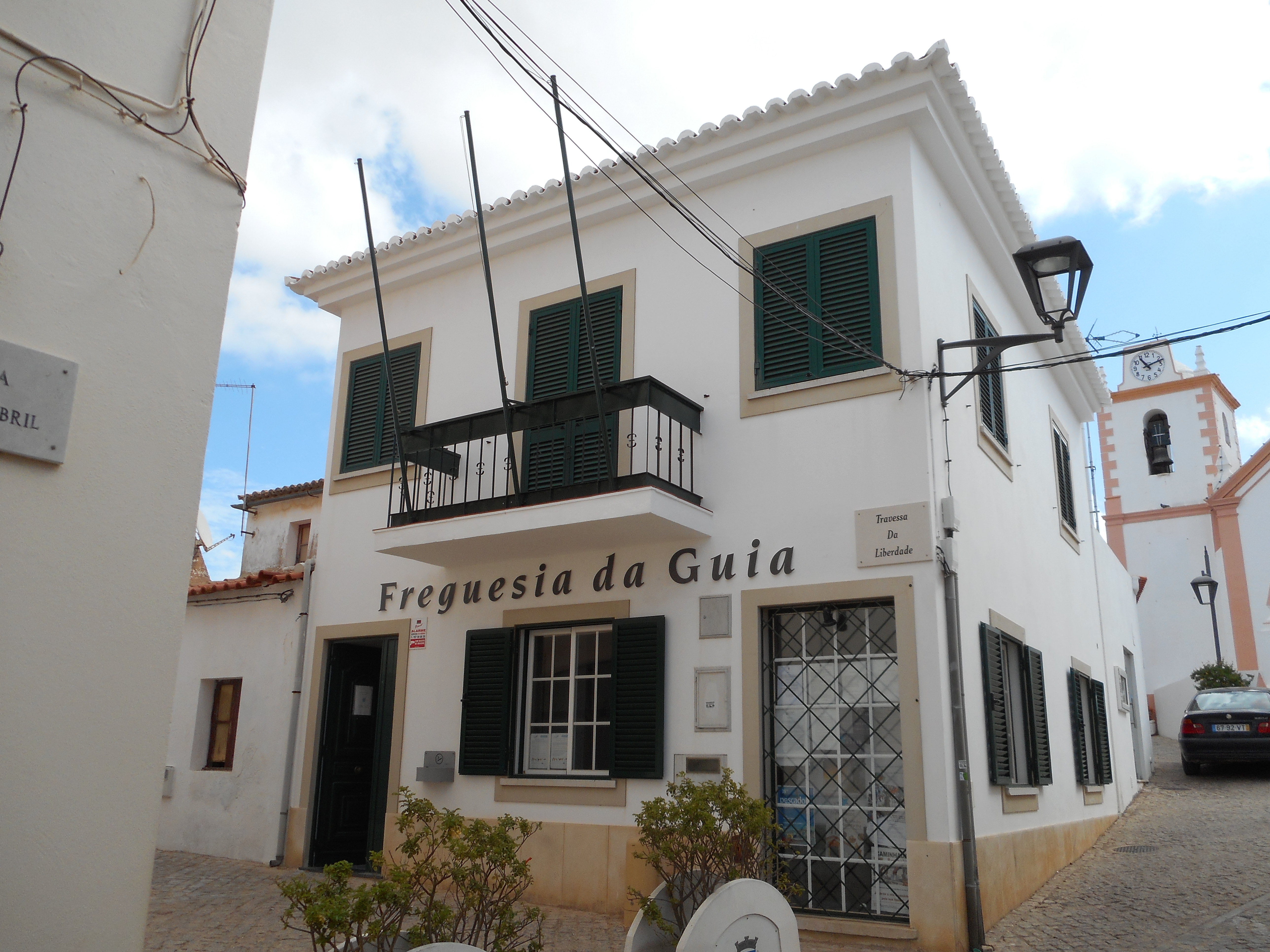
Guia
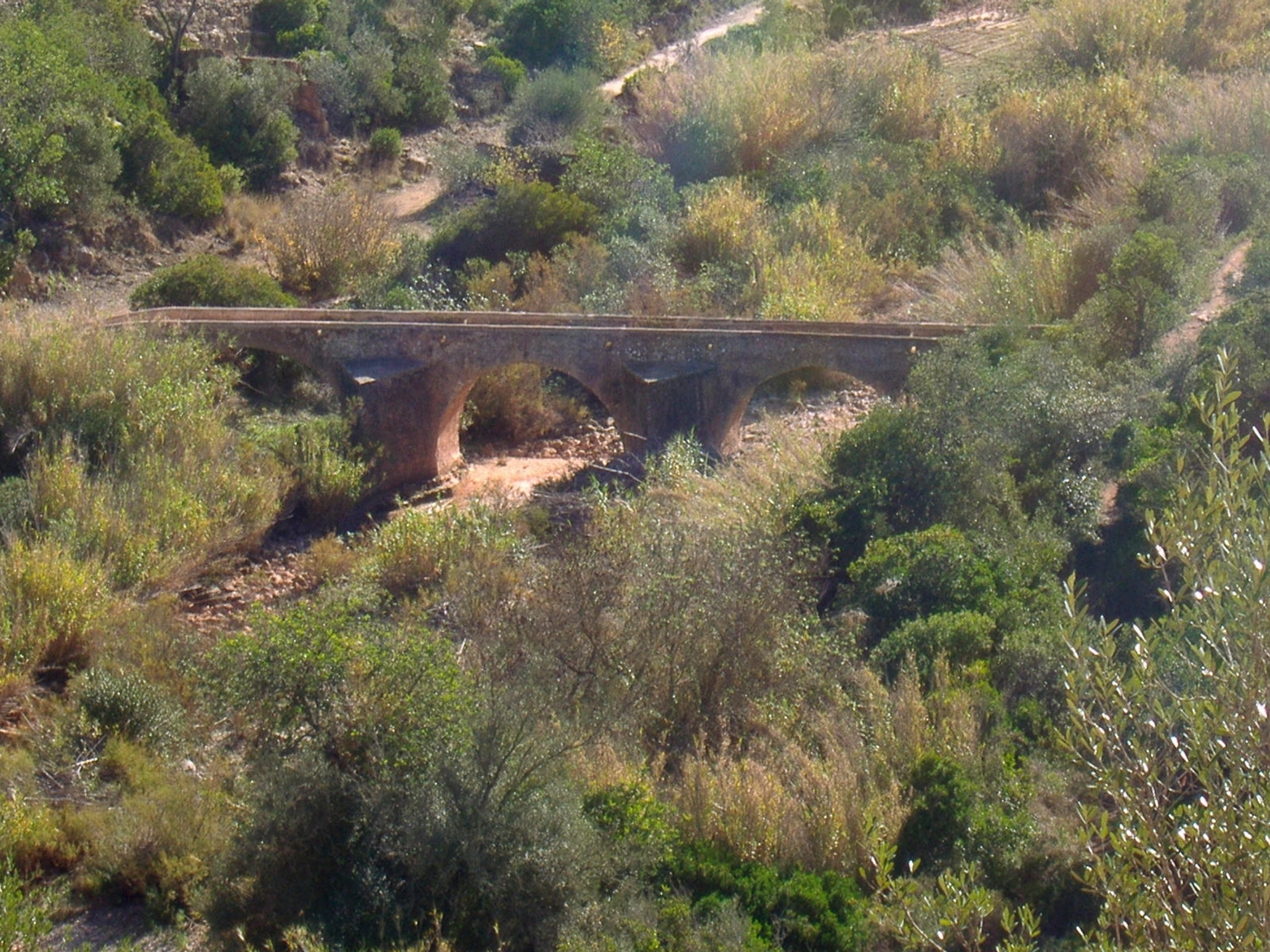
Ponte de Paderne
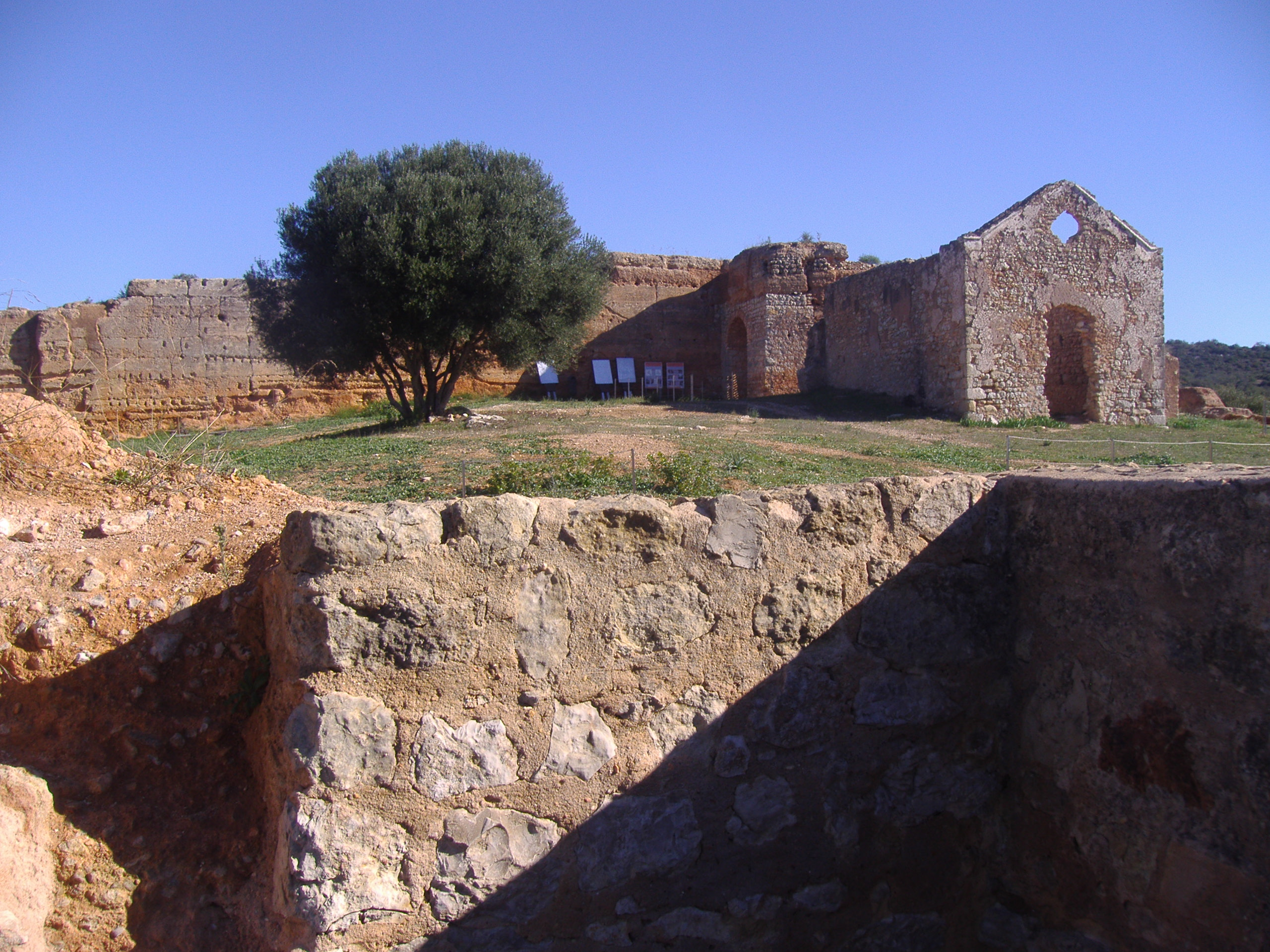
Castelo de Paderne
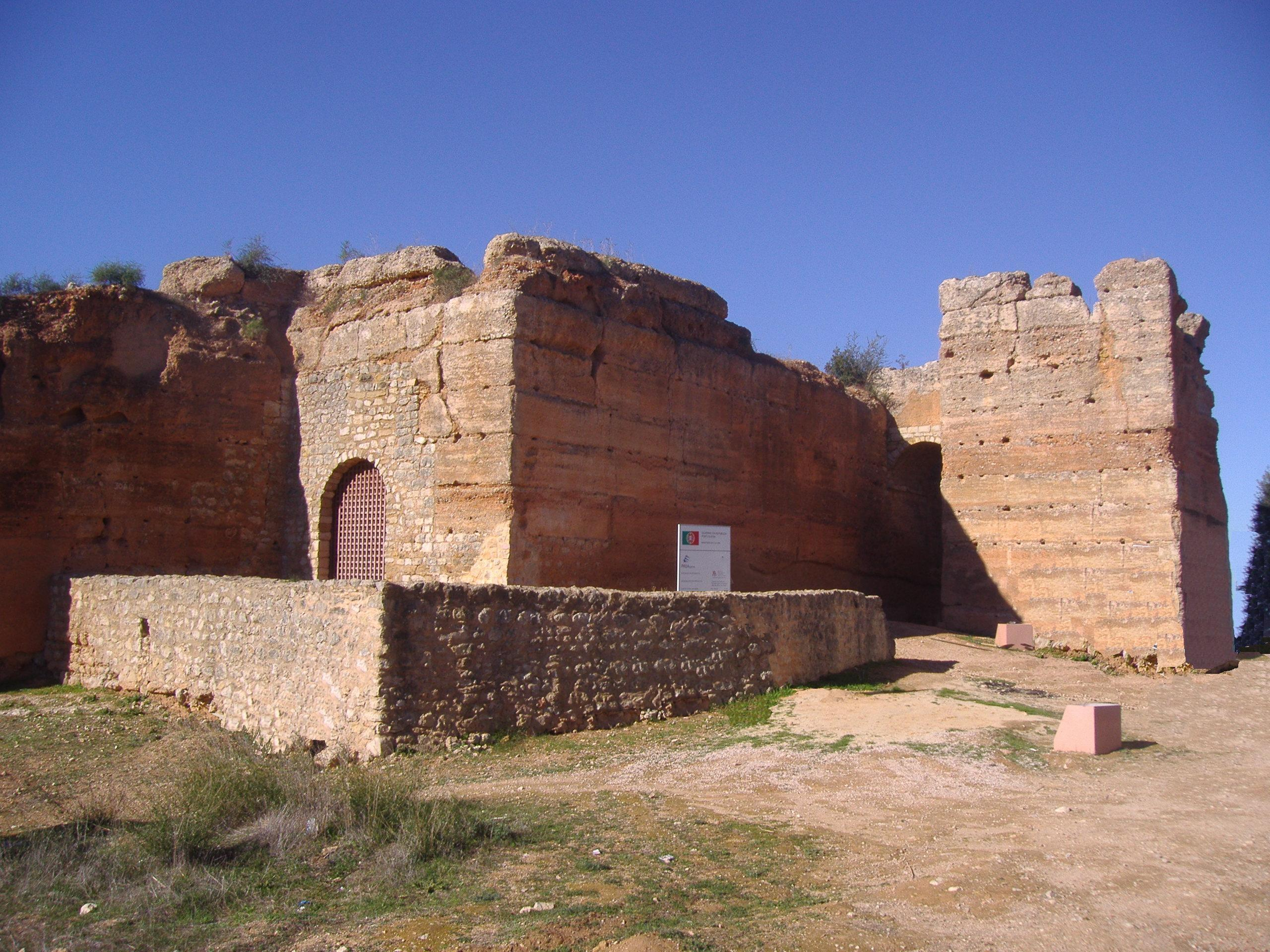
Castelo de Paderne
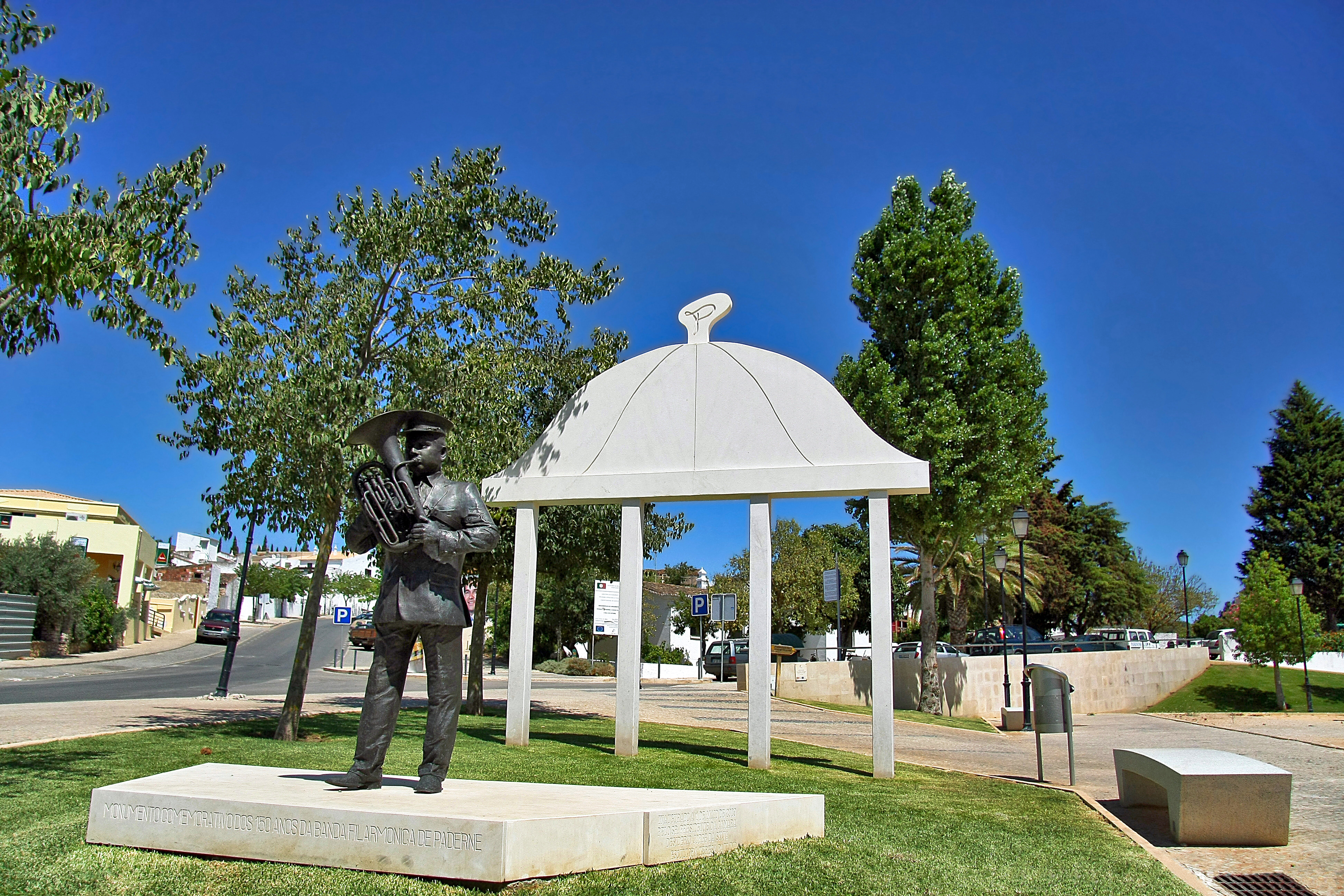
Monumento Comemorativo dos 150 Anos da Banda Filarmónica de Paderne
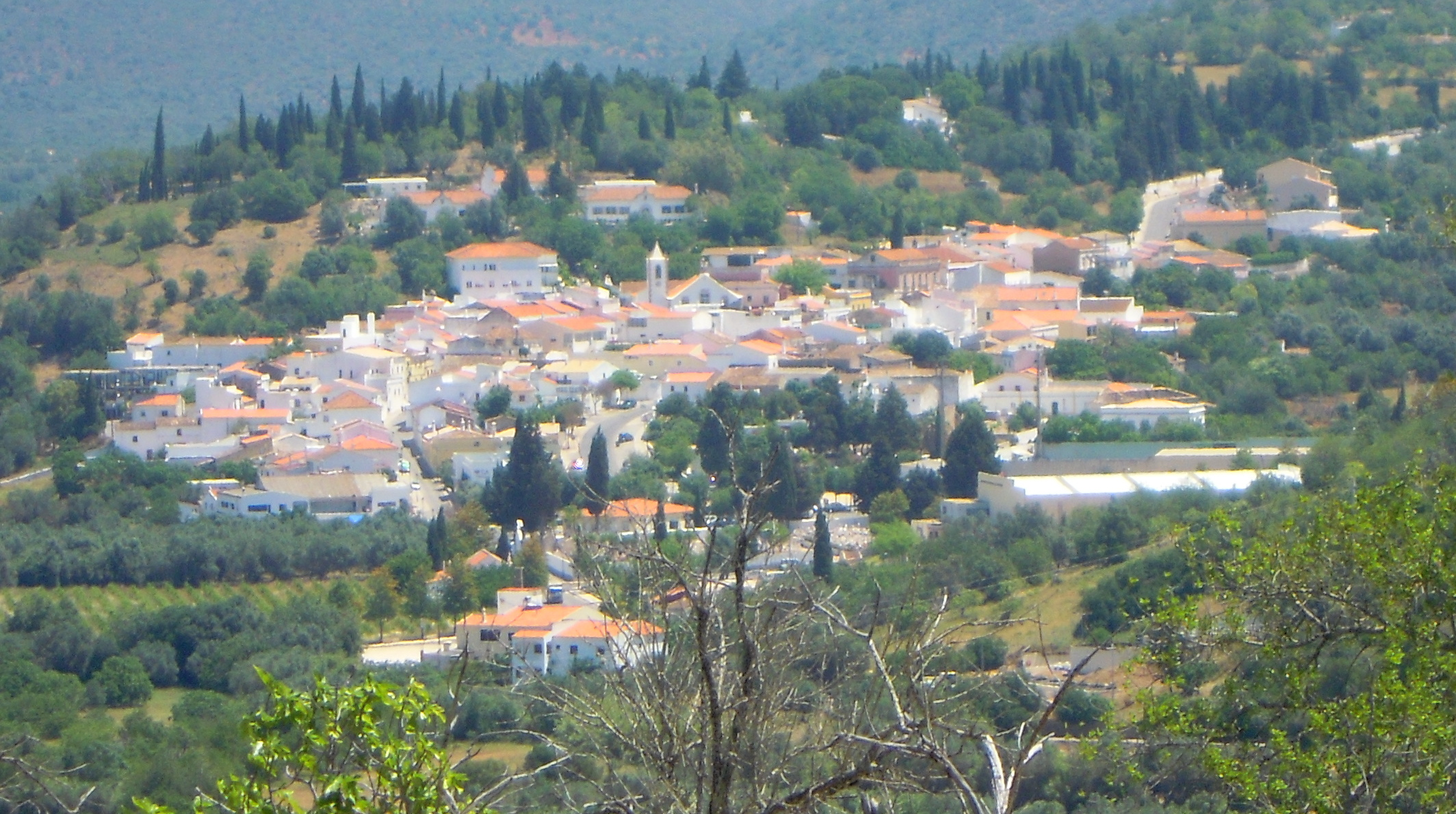
Paderne
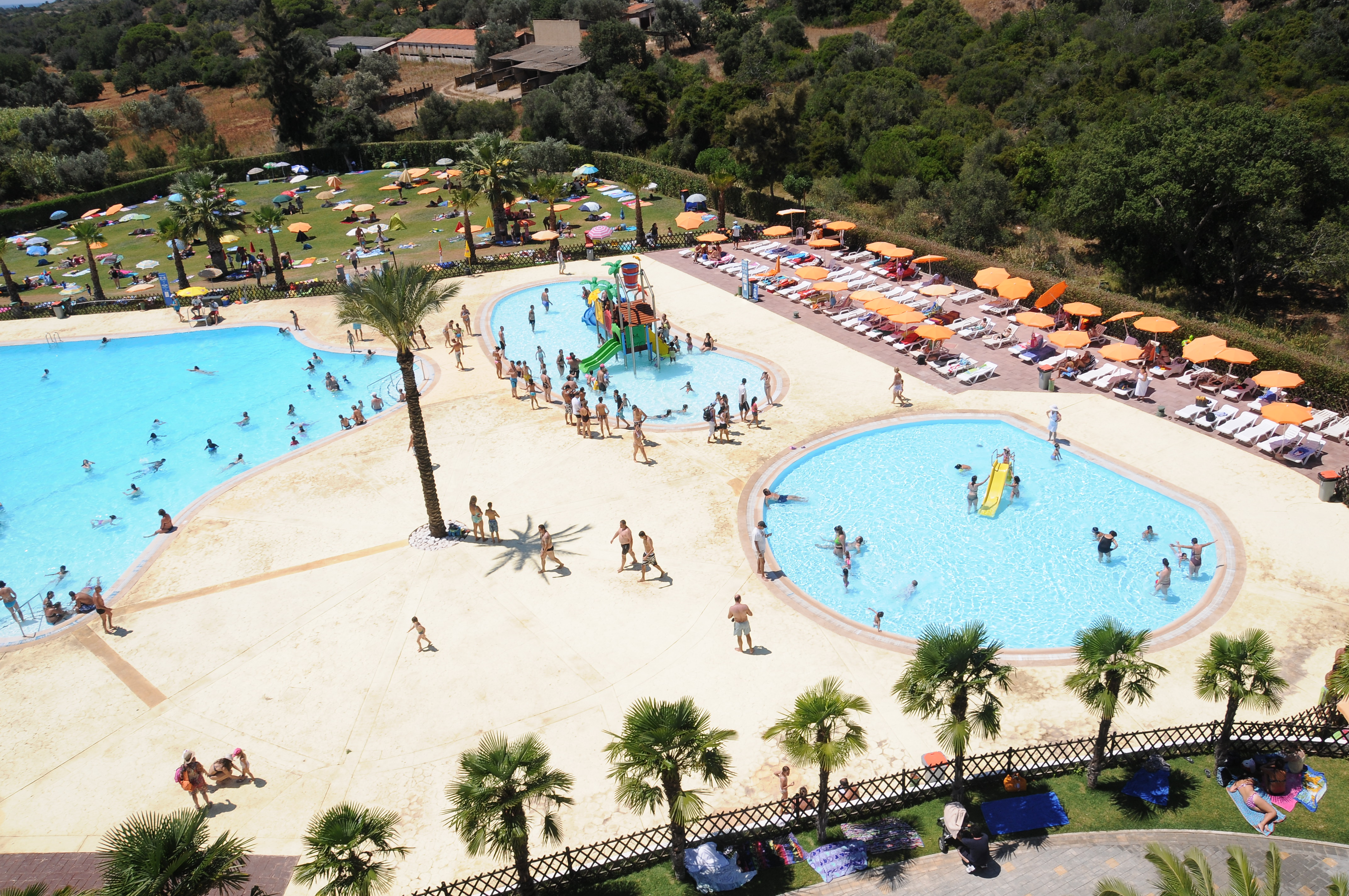
Zoomarine
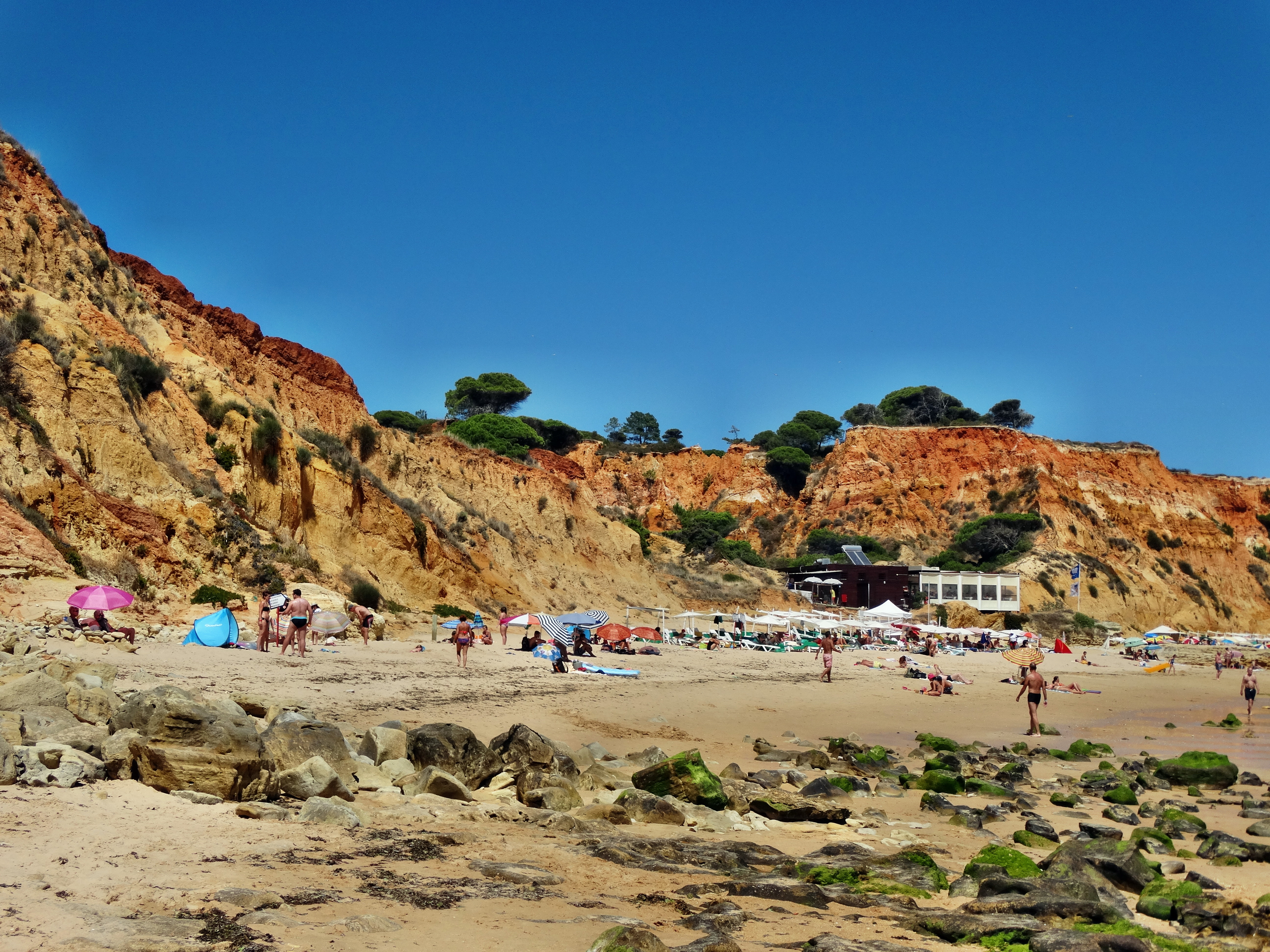
Praia da Falésia
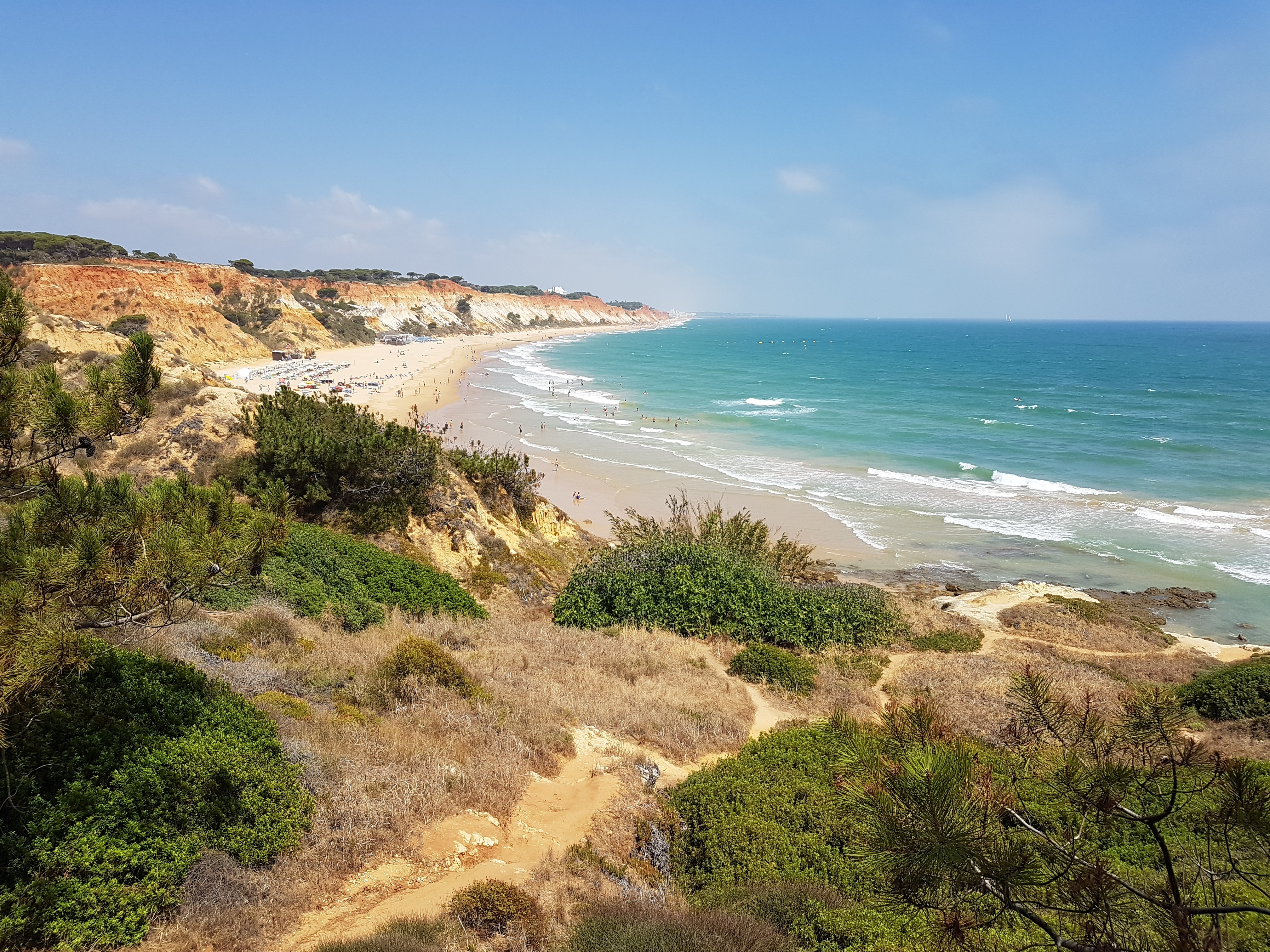
Olhos d' Água Miradouro da Falésia
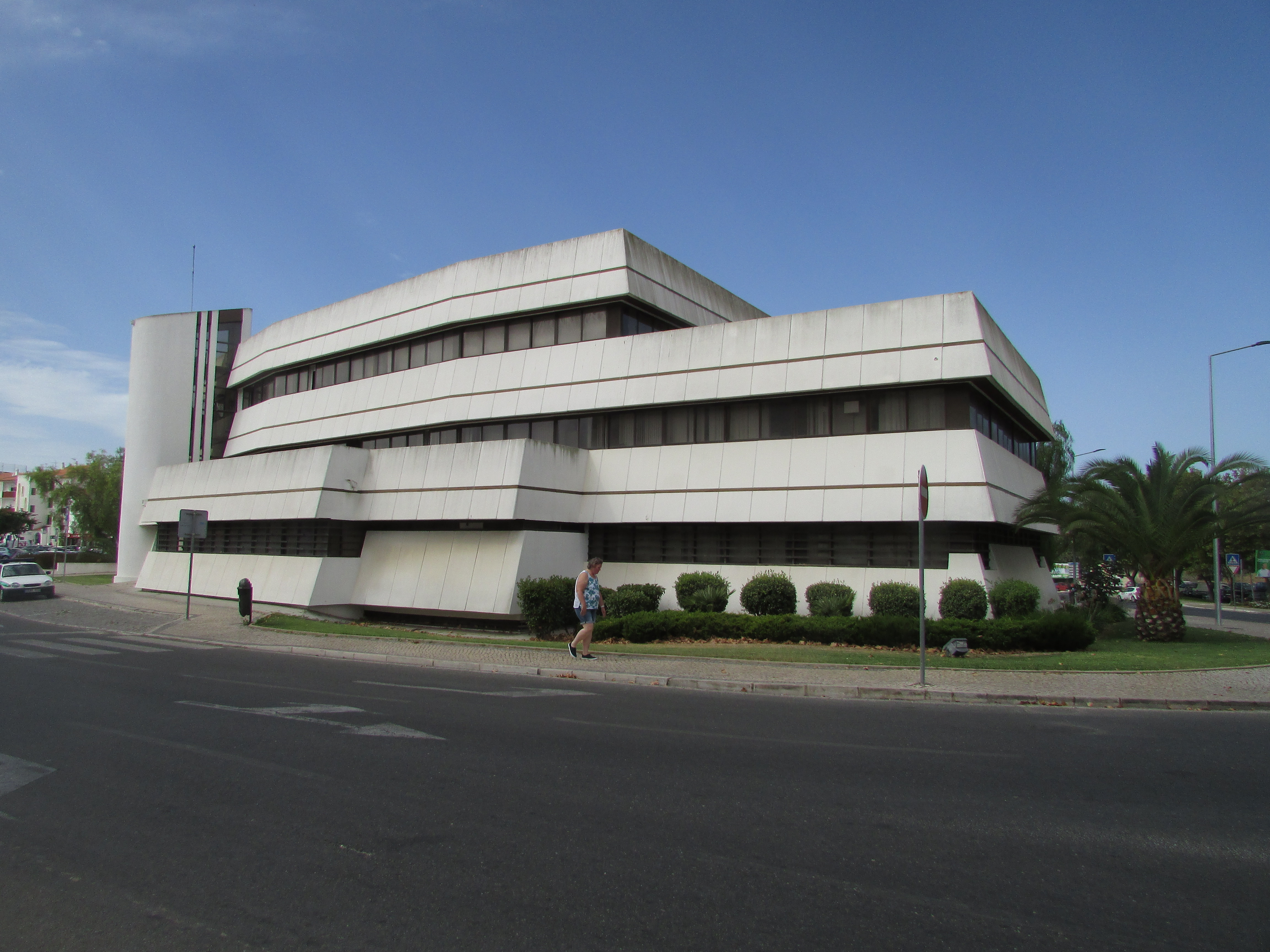
Tribunal Judicial de Albufeira
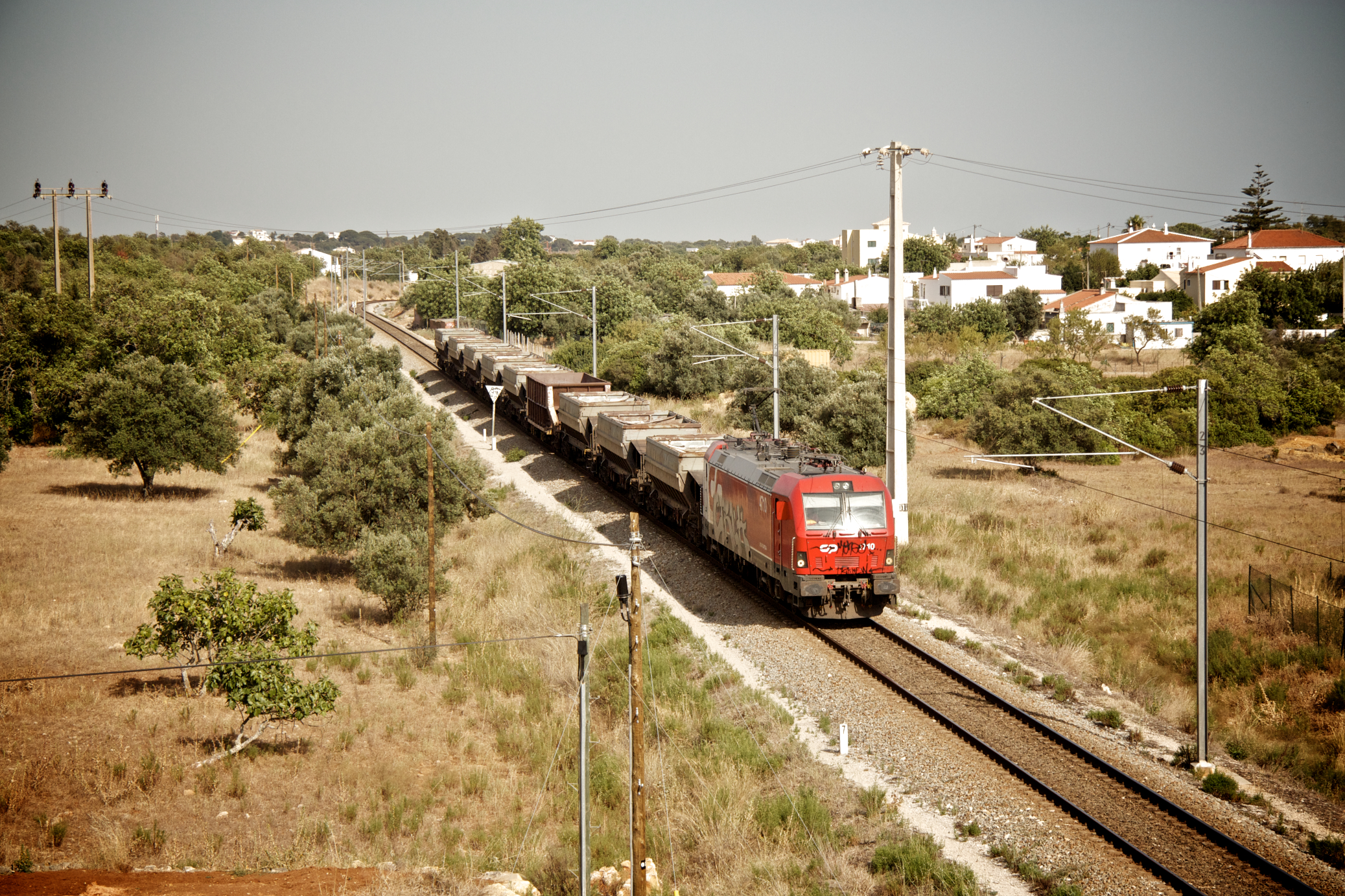
Estação de Albufeira
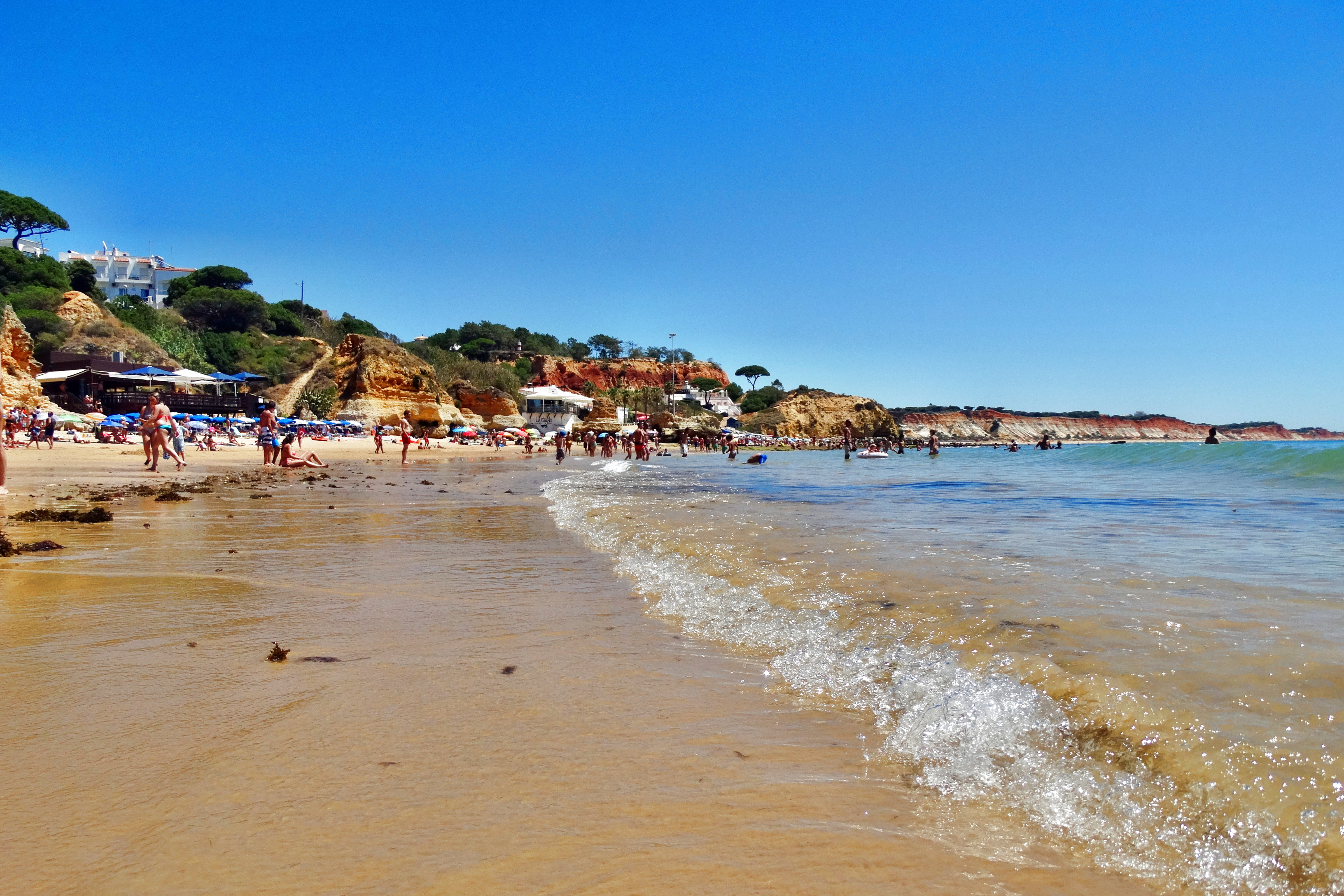
Praia dos Olhos de Água